# Lisa Hanawalt
Lisa Hanawalt (Palo Alto, 19 de juny de 1983) és una il·lustradora, guionista i dibuixant estatunidenca. Ha publicat sèries de còmics i llibres d'il·lustracions. Va treballar com a dissenyadora de producció de la sèrie d'animació de Netflix BoJack Horseman (2014-2020), i copresenta el podcast Baby Geniuses (2012-present) amb l'humorista Emily Heller. També va crear la sèrie d'animació Tuca & Bertie (2019-2022) del canal de televisió Adult Swim.

## Obra publicada
- 2012. Benny's Brigade, by Arthur Bradford. McSweeney's. ISBN 978-1-93636-561-6
- 2013. My Dirty, Dumb Eyes. Drawn & Quarterly. ISBN 978-1-77046-116-1
- 2016. Hot Dog Taste Test. Drawn & Quarterly. ISBN 978-1-77046-237-3
- 2018. Coyote Doggirl. Drawn & Quarterly. ISBN 978-1-77046-325-7
- 2020. I Want You. Drawn & Quarterly. ISBN 978-1-77046-388-2